# اسلیتر
اسلیتر یا اسلیتر یو (به انگلیسی: Slither.io) یک بازی ویدئویی بازی اکشن، بازی برخط چندنفره گسترده است که توسط استیو هاوس ساخته شده
است. در این بازی بازیکن یک مار را کنترل می‌کند که پوست رنگارنگ دارد و در زمان شروع بازی در نقطه‌ای به‌طور تصادفی ظاهر می‌شود و هدف اصلی در این بازی خوردن ذرات مغذی است تا به واسطه آن بزرگ‌ترین مار در بازی شوید. در تاریخ ۷ فروردین ۱۳۹۴ ورژن اندروید آن منتشر شد.

## گیم پلی

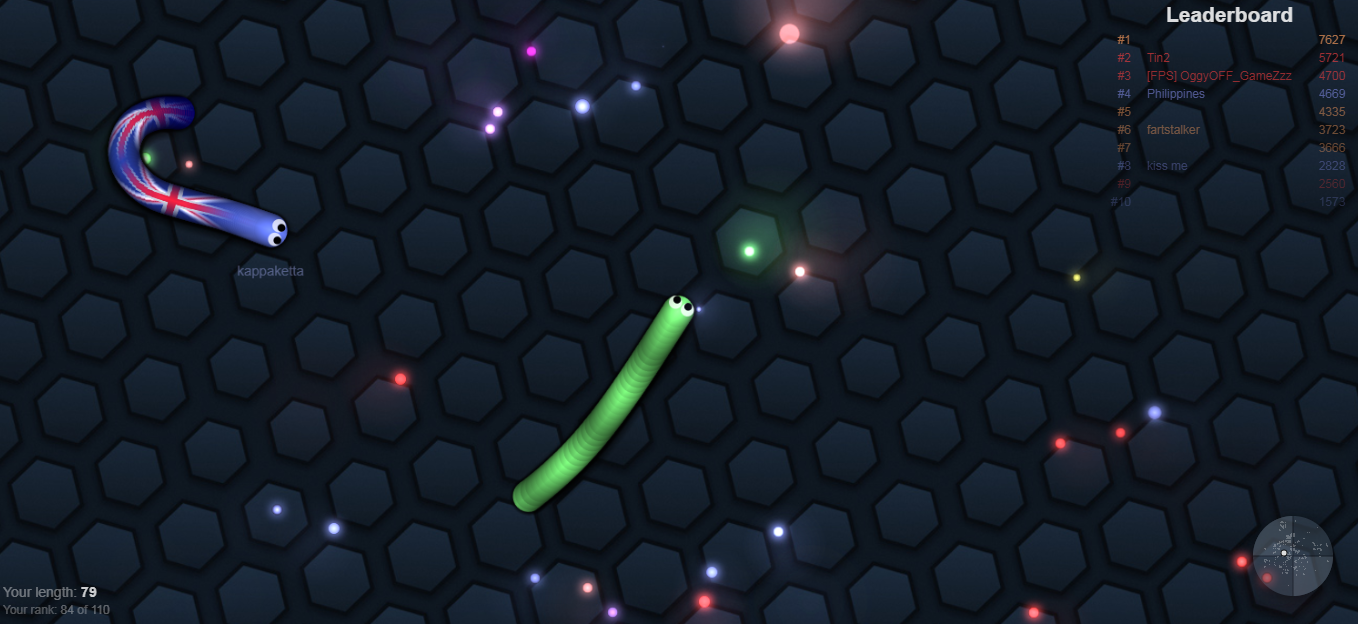
بخش هایی از بازی اسلیتر یا اسلیتر یو

اساس کار این بازی به این صورت است که شما باید هر چیزی که کوچکتر از شماست را ببلعید. برای خوردن مارهای با جثه کوچک باید کاری کنید تا دهان مار رقیب به بدن مار شما برخورد کند و مار رقیب تبدیل به غذایی برای شما شود. برای اینکه خود نابود نشوید نباید به مارهای دیگر برخورد کنید. هر ماری که به مار دیگر برخورد کند از بین رفته و بقیه مارها با رد شدن از روی بقایای آن می‌توانند به سرعت رشد کنند. برای استفاده از شتاب‌گیری در ورژن اندروید انگشت خود را پس از دو بار ضربه بر روی صفحه نگه دارید تا این قابلیت شروع به کار کند و در مرورگر ویندوز با نگه داشتن کلیک می‌توانید شتاب سرعت خود را افزایش دهید. در ورژن اندروید تمامی پوسته‌های قابل استفاده است ولی در مرورگر ویندوز ابتدا می‌بایست به اکانت توییتر یا فیسبوک وارد شوید تا اجازه استفاده از تمامی پوسته‌ها را سیستم به شما بدهد.